# 中国人民武装警察部队广东省总队
中国人民武装警察部队广东省总队，简称武警广东省总队，是中国人民武装警察部队的省级总队。负责执勤、处突、反恐、抢险救援等任务。

## 历史
1966年6月，中国人民公安部队广东省总队改编为中国人民解放军的警卫师，隶属于军队建制。1983年2月，该部改称“中国人民武装警察部队广东省总队”，为正师级单位，隶属于武警总部和广东省公安厅建制。1995年，国务院、中央军委发出《国务院、中央军委关于调整中国人民武装警察部队领导管理体制的决定》，升级为副军级。2017年，根据《全国人大常委会关于中国人民武装警察部队改革期间暂时调整适用相关法律规定的决定》，武警广东省总队不再接受武警总部、广东省人民政府双重领导，改为直接受武警总部领导。

## 编制

### 职能部门
- 参谋部
- 政治工作部
- 保障部

### 直属部队
- 执勤第一支队[3]
- 执勤第二支队[4]
- 执勤第三支队[5]
- 机动支队[6]
- 广州支队
- 深圳支队
- 深圳第二支队[7]
- 东莞支队
- 佛山支队
- 中山支队
- 珠海支队
- 江门支队
- 肇庆支队
- 惠州支队
- 汕头支队
- 潮州支队
- 揭阳支队
- 汕尾支队
- 湛江支队
- 茂名支队
- 阳江支队
- 云浮支队
- 韶关支队
- 清远支队
- 梅州支队
- 河源支队

### 直属单位
- 中国人民武装警察部队广东省总队医院

## 历任主官
| - 陈开路1952.08—1955.03 - 文 彬1959.01—1965.11[1959.04广东省公安厅副厅长兼] - 张建南1983.09—1985.05[广东省公安厅副厅长兼] - 高宋卿1966.08—1969.03[广东省军区独立第2师师长] - 董永兴1969.03—[广东省军区独立师师长] - 于 水—1981.03[广东省军区独立师师长] - 陈文理1985.05—1987.10[1986.05广东省公安厅副厅长兼] - 张炳生1990.01—1996.03.10 [1994.07副军] - 洪少虎1996.03.10—2003.11 - 牛志忠2003.11—2007.02 - 龙汉荣2007.02—2009.12.27 - 何宏成2009.12.27—2012.05.07 - 许亚非2013.01.01—2015.04.26 - 赵继东2015.04.26— - 高彥平(？一？) | - 江洪大校(？一？) - 成河大校(？一？) - 吳庭富大校(？一？) - 冦庆延1952.02—1955.04[广东省公安厅厅长兼] - 王 宁1959.01—1963.01[广东省公安厅厅长兼] - 李志杰1959.01—1961.12[广东省公安厅副厅长兼] - 王 宁1963.02—1966.06[广东省公安厅厅长兼] - 李志杰1962.06—1962.12[广东省公安厅副厅长兼第二] - 蔡炳臣1962.12—1965.11[第二] - 张崇贤1965.11—1966.06[第二] - 1966.08— [广东省军区独立第2师师政治委员] - 范正基 [广东省军区独立第2师师政治委员] - 吕 凡1969.03— [广东省军区独立师师政治委员] - 刘延珠1977.03— [广东省军区独立师师政治委员] - 王凤歧—1981.03 [广东省军区独立师师政治委员] - 宋志英1983.09—1985.05[广东省公安厅厅长兼] - 1985.05—1987.10[广东省公安厅厅长兼总队第一政委] - 何景焕1987.05—1991.08 - 文广智1988.01—1992.04[广东省公安厅厅长兼总队第一政委] - 徐子亭1991.08—1995.06 - 陈绍基1992.04—2000.02[广东省公安厅厅长兼总队第一政委] - 邓祖选1995.06—2002.03 - 朱凤云2002.03—2009.5.15 - 梁国聚2000.02—2007.05.25[广东省公安厅厅长兼总队第一政委] - 梁伟发2007.05.25—2013.05.29[广东省公安厅厅长兼总队第一政委] - 亢进忠2009.05.15—2011.03.04 - 程 伟2011.03.04—2013.03.04 - 陈 杭2013.03.04—2016.05.06 - 李春生2013.05.29—2017[广东省公安厅厅长兼总队第一政委] - 雷群昆2016.05.06— - 张庆文2022.06—2024.08 |